# 운동복

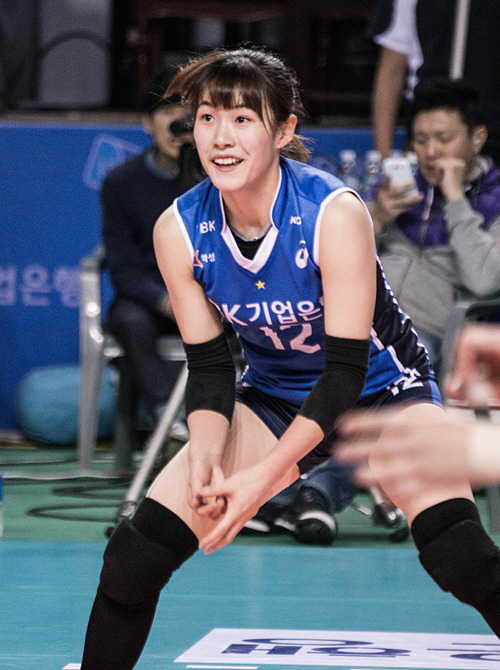
운동복

운동복(運動服, 문화어: 단복)은 운동할 때에 입는 옷이다. 운동복은 운동의 능률을 향상시키고 몸을 보호해 줄 수 있어야 한다. 어떤 운동을 하느냐에 따라 모양이 다르지만, 어느 것이나 활동하기에 편하고 운동을 방해하는 복잡한 장식이 없는 형태로 제작된다. 색상은 보통 눈에 잘 띄는 밝은 색을 사용하며, 옷감은 신축성이 좋고 질기며 가볍고, 운동할 때에 나는 땀이나 여타 오염물을 잘 흡수하기 위해 흡습성이 크고 세탁에 강한 옷감을 사용한다. 운동복은 몸이 활발하게 움직일 때에 착용하는 옷이므로, 착용 중 손상을 방지하기 위해 튼튼하게 바느질이 되어 있어야 한다. 그래서 스포츠 의류(Sports衣類)라고 한다.

## 운동복의 종류
- 체육복
- 테니스복
- 져지
- 수영복
- 등산복
- 축구복
- 야구복
- 농구복

## 같이 보기
- 선수
- 운동화
- 레오타드
- 수영복
- 트레이닝복